# Droga krajowa B299 (Niemcy)
Droga krajowa B299 (Bundesstraße 299) – niemiecka droga krajowa w Górnym Palatynacie (region Bawaria). Prowadzi z południa na północ przez miasta takie jak: Neumarkt in der Oberpfalz, Amberg, Weiden. Jej długość wynosi 341 km.